# 淺田英紀
淺田 英紀（あさだ えいき、1965年 - ）は、日本の建築家・インテリアデザイナー。多摩美術大学美術学部建築科（現：環境デザイン学科）卒業。（株）GK設計取締役。建築設計部担当。

## 主な受賞歴
- 中国北京オリンピック公園環境施設設計競技特等
- 中国・シンセン南山区都市改造計画設計競技特等
- 豊島法人会館設計コンペ最優秀賞
- Gマーク公共部門受賞

ほか多数ある。